# Magic (album d'EXO-CBX)
Pour les articles homonymes, voir Magic.
Albums de EXO-CBX
Blooming Days
(2018)
Singles
1. Horololo
Sortie : 9 mai 2018

Magic est le premier album studio japonais d'EXO-CBX, le premier sous-groupe du boys band sud-coréo-chinois EXO, qui sortira le 9 mai 2018 sous Avex Trax.

## Contexte
Le 20 mars, le site officiel japonais d'EXO annonce que le sous-groupe sortira son premier album japonais, intitulé Magic, le 9 mai. L'album contiendra 11 chansons dont "Ka-CHING!", "Girl Problems" et "Cry" ainsi que 8 chansons inédites.

## Promotion
En janvier 2018, via l'application LINE, ils ont annoncé qu'ils se sont préparés pour leur première tournée japonaise qui débutera en mai. La tournée aura lieu dans 4 villes au Japon, incluant : Yokohama, Fukuoka, Nagoya et Osaka.

## Liste des titres
| 1.  | CBX                                 | Sara Sakurai                 | SAMDELL, CR, Se Hee Cho, Kyungsoo Han                                        | 3:03 |
| 2.  | Ka-CHING!                           | MEG.ME                       | Hanif Hitmanic Sabzevari, Dennis DeKo Kordnejad, Daniel Kim                  | 3:26 |
| 3.  | Horololo                            | MEG.ME                       | Dennis DeKo Kordnejad, Pontus PJ Ljung, Hanif Hitmanic Sabzevari, Daniel Kim | 3:12 |
| 4.  | Girl Problems                       | AKIRA                        | Andreas Öberg, Daniel Caesar, Ludwig Lindell                                 | 3:37 |
| 5.  | Shake (Solo de Xiumin)              | Junji Ishiwatari             | Peter Nord, Kevin Borg                                                       | 3:38 |
| 6.  | Off The Wall                        | Amon Hayashi (Digz Inc.)     | Simon Janlov, Andrew Choi                                                    | 3:13 |
| 7.  | Ringa Ringa Ring (Solo de Baekhyun) | Junji Ishiwatari             | Andy Love, David Amber                                                       | 3:37 |
| 8.  | Gentleman                           | Junji Ishiwatari             | SAMDELL, CR, Subin Kim, Kyungsoo Han                                         | 3:34 |
| 9.  | Watch Out (Solo de Chen)            | MEG.ME                       | Adam Royce, Bobby John                                                       | 3:38 |
| 10. | Cry                                 | Natsumi Kobayashi            | KKannu, Kyung Dasom, merry                                                   | 4:19 |
| 11. | In This World                       | Takashi Ohmama, Sara Sakurai | MUSOH, Cashmir, Bitcrusher                                                   | 4:26 |

## Classements
| Classements              | Meilleure position |
| ------------------------ | ------------------ |
| Japan (Billboard Japan)  | 3                  |
| Japanese Albums (Oricon) | 1                  |

## Ventes
| Pays           | Ventes |
| -------------- | ------ |
| Japan (Oricon) | 62 142 |

## Historique de sortie
| Pays         | Date       | Format                   | Label     |
| ------------ | ---------- | ------------------------ | --------- |
| Japon        | 9 mai 2018 | CD, téléchargement légal | Avex Trax |
| Monde entier | 9 mai 2018 | Téléchargement légal     | Avex Trax |